# Raoul Dufy

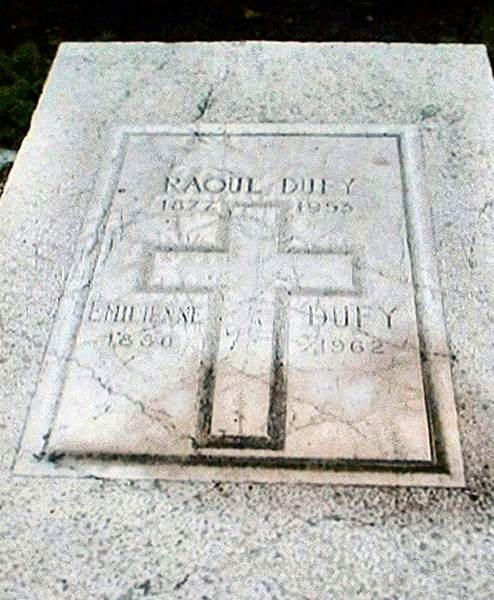
Dufyho hrob na hřbitově v Cimiez na předměstí Nice

Raoul Dufy (3. června 1877 Le Havre – 23. března 1953 Forcalquier) byl francouzský malíř, představitel fauvismu.

## Život
Měl sedm sourozenců. Ve čtrnácti letech odešel z domova. Začal pracovat pro firmu, která importovala kávu. V roce 1895 začal docházet do večerní školy malování a kreslení na École des Beaux-Arts v Le Havru. Roku 1900 získal stipendium, díky němuž mohl začít studovat na École Nationale des Beaux-Arts v Paříži. Zde se mj. spřátelil se spolužákem Georgem Braquem.
Po studiích začal malovat v impresionistickém stylu. První výstavu měl roku 1902, ve své galerii mu ji umožnila Berthe Weillová. Roku 1905 přešel na pozice fauvismu. Byl ovlivněn zejména tvorbou lídra fauvismu Henri Matisse, především jeho prací s barvami. K fauvismu se hlásil do roku 1920, poté ho začal inspirovat kubismus. Ve 30. letech zcela změnil styl. Maloval realistické obrazy závodišť, regat a kasin na francouzské rivieře. Umělecká kritika tento jeho posun přijala s rozpaky.
Vytvářel také keramiku, textilie a dekorace pro veřejné budovy.